# Омладинско позориште
Омладинско позориште је специфичан облик позоришне уметности намењен првенствено младој публици (типично адолесцентима и младим одраслима), али често укључује и стваралаштво самих младих. Ова врста позоришта бави се темама, проблемима и преокупацијама које су релевантне за младе, користећи језик и сценски израз који су им блиски. Поред професионалних позоришта која имају репертоар за младе, омладинско позориште често подразумева и аматерске или полу-професионалне трупе састављене од младих глумаца и стваралаца.

## Дефиниција и циљеви
Омладинско позориште може се дефинисати на два начина:
1.  Као позориште за младе: Професионалне или аматерске представе које су тематски, стилски и садржајно усмерене ка младој публици.
2.  Као позориште које стварају млади: Драмске групе, секције и позоришта у којима млади људи (средњошколци, студенти) активно учествују у свим фазама стварања представе, од писања текста, преко глуме, режије, до техничких аспеката.
Основни циљеви омладинског позоришта су:
- Пружање уметничког доживљаја прилагођеног сензибилитету и интересовањима младих.
- Обрада тема које су важне за одрастање, формирање идентитета, социјализацију и критичко промишљање друштва.[2]
- Развој креативности, маште, талената и вештина код младих учесника и публике.
- Едукативна улога: Упознавање са позоришном уметношћу, књижевношћу, али и са ширим друштвеним и културним контекстом.
- Подстицање тимског рада, одговорности, самопоуздања и јавног наступа код младих.
- Стварање простора за алтернативне и експерименталне позоришне изразе.
- Формирање будуће позоришне публике и нових генерација позоришних стваралаца.

## Карактеристике и форме
Омладинско позориште често карактерише:
- Савремени драмски текстови или адаптације класика које су релевантне за младе.
- Употреба језика и жаргона блиског младима.
- Динамичан и енергичан сценски израз.
- Истраживање нових позоришних форми и технологија.
- Често се бави темама попут одрастања, пријатељства, љубави, сукоба генерација, друштвене правде, идентитета, насиља међу младима, зависности, итд.

Форме омладинског позоришта могу бити разноврсне:
- Драмске представе (класичне и савремене).
- Мјузикли и рок опере.
- Девисед театар (представе настале кроз процес заједничког стварања ансамбла).
- Физичко позориште и плесне представе.
- Перформанси.
- Форум театар и други облици ангажованог позоришта.

## Значај за младе и друштво
Омладинско позориште има вишеструк значај:
- За младе учеснике: Развија креативне потенцијале, вештине комуникације, тимски дух, самопоштовање, критичко мишљење и емпатију. Пружа осећај припадности и могућност за конструктивно провођење слободног времена.
- За младу публику: Нуди културне садржаје који су им блиски и разумљиви, подстиче их на размишљање и дијалог о важним животним питањима.
- За друштво: Доприноси културном образовању младих, превенцији ризичних понашања, развоју толеранције и грађанске свести. Обогаћује локални културни живот и ствара основу за будући развој позоришне уметности.

## Омладинско позориште у Србији
Србија има традицију омладинског позоришног стваралаштва, како кроз професионалне сцене које негују репертоар за младе, тако и кроз рад специјализованих омладинских позоришта и аматерских група.

### Историјат (кратак преглед)
Омладинске драмске секције и позоришне групе постојале су у оквиру школа, соколских друштава и других организација и пре Другог светског рата. Интензивнији развој омладинског позоришта, као и аматеризма уопште, везује се за период након 1945. године, када се оснивају бројни домови омладине и културно-уметничка друштва која су имала и драмске секције за младе.

### Значајна омладинска позоришта и сцене
- ДАДОВ (Омладинско позориште) у Београду: Основано 1958. године, једно је од најстаријих и најпознатијих омладинских позоришта у Србији и региону. Кроз ДАДОВ су прошле многе генерације младих глумаца, од којих су неки касније постали истакнути професионалци.[3]
- Позориште младих у Новом Саду: Иако је првобитно основано као луткарско позориште (1931. као Позориште лутака, од 1968. Позориште младих), данас има и Драмску сцену за младе и одрасле, као и Сцену за децу.[4]
- Бројне омладинске сцене и драмски студији при културним центрима, домовима културе и школама широм Србије.

### Фестивали и програми за омладинско позориште
Постоје фестивали и програми који су посвећени или укључују омладинско позоришно стваралаштво, пружајући младим уметницима платформу за представљање свог рада и размену искустава.